# 兼松正吉
兼松正吉（1542年—1627年10月13日），日本安土桃山時代到江戶時代初期的武将。兼松清秀之子，尾張国葉栗郡島村（現在的愛知県一宮市島村）出生。亦称「金松」，后证实是误记。通称千熊、又四郎、修理亮。

## 生平
出仕織田信長，桶狭间之战中出阵。最初是下級武士，因为战功升至信长的马廻众。
本能寺之変后，返回尾张出仕織田信雄。小牧・長久手之战时也作为信雄的下属出战。信雄没落以后，作为羽柴秀吉的黄母衣众。曾臣属于豊臣秀次，秀次死后又臣属于秀吉。秀吉死后从属于徳川家康。慶長5年（1600年）、随家康征伐会津，转进向西进攻岐阜城，参加关原之战。战后成为家康之子松平忠吉的与力，知行2600石。忠吉早逝之后，从属于徳川義直，成为尾張藩士。墓所位于政秀寺。

## 逸话
天正元年（1573年）8月的刀根坂之战中，正吉拿着敌人的首級拜见信長，因为赤着脚在山中奔跑的关系脚被血染红了。信长对他的奋战大为感动，把自己日常带着的草鞋赐给了他。传说这双草鞋就成为了兼松家的传家宝。
元龟元年（1570年）正月时正在参加姉川之战，正吉采来河原中的芦苇临时做了装饰用以祈求武运。传说这就是门松的起源。
石山合战中的天满之森战役中和毛利秀赖一同伏击石山本愿寺方的敌将・长末新七郎，因为两人互相谦让取得敌将首级的机会最终失去时机两人都没有拿到首级。
庆长5年（1600年）关原之战的前哨战・米野之战中，在战场上跟从小就交情深厚的津田元纲重逢，而元纲当时是敌方织田秀信的家臣。双方进行了单挑但彼此都没有互相为敌的打算，所以挑了一个适当的时候互相称赞了对方的勇武就各自撤退了。元纲在战后成为了鸟取藩的家老，保存了家业。